# Zgrada, Tomislavov trg 5 (Samobor)
Zgrada na Tomislavovom trgu 5, građevina u mjestu i gradu Samobor, zaštićeno kulturno dobro.

## Opis
Gradska vijećnica, ugrađena jednokatnica tlocrtne L forme, dio je poteza kuća koje određuju sjevernu fasadu glavnog gradskog trga. Građena je od 1826. – 30. g. prema nacrtima Bartola Felbingera. Kuća je integrirala arhitektonsku strukturu starije kuće što je evidentno iz bačvastih svodnih konstrukcija prizemlja. Prostorni koncept glavnog krila zasniva se na trodijelnoj podjeli prizemlja i kata. Očuvana je izvorna konstrukcija visokog krovišta izvedenog kao dvostruka visulja. Karakteristika klasicističkog oblikovanja pročelja je horizontalni ritam slijepih polukružnih lukova iznad prozora prizemlja te središnja zona s klasicističkim balkonom od kovanog željeza koju zaključuje trokutni zabat.

## Zaštita
Pod oznakom 4735 zaveden je kao nepokretno kulturno dobro - pojedinačno, pravna statusa zaštićena kulturnog dobra, klasificirano kao "sakralna graditeljska baština".